# Dawuhan (Sirampog)
Dawuhan is een bestuurslaag in het regentschap Brebes van de provincie Midden-Java, Indonesië. Dawuhan telt 6368 inwoners (volkstelling 2010).